# Білоградовка (Шал-акина район)
Білогра́довка (каз. Белоградов) — село у складі району Шал-акина Північноказахстанської області Казахстану. Входить до складу Юбілейного сільського округу.
Населення — 99 осіб (2021; 157 у 2009, 177 у 1999, 307 у 1989).
Національний склад станом на 1989 рік:
- росіяни — 71 %.